# Easton (hrabstwo Adams)
Easton – miasto w Stanach Zjednoczonych, w stanie Wisconsin, w hrabstwie Adams.